# گل‌قاسم
گل‌قاسم یکی از روستاهای استان آذربایجان شرقی است که در دهستان اوجان شرقی بخش تیکمه‌داش شهرستان بستان‌آباد واقع شده‌است.این روستا ۸۲ نفر جمعیت دارد.